# آرثر داي
آرثر داي (بالإنجليزية: Arthur Day)‏ (8 أغسطس 1933 بملبورن في أستراليا - ) هو لاعب كريكت أسترالي. لعب مع فريق فكتوريا للكريكت.

## وصلات خارجية
- آرثر داي على موقع إي آس بي آن كريك إنفو (الإنجليزية)